# Massachusetts House of Representatives
La Cambra de Representants de Massachusetts (The Massachusetts House of Representatives, en anglès) és la cambra baixa de la Cort General de Massachusetts, la legislatura estatal de la Commonwealth de Massachusetts. Està composta de 160 membres elegits als 14 comtats cada un dividit amb districtes electorals unipersonals. La Cambra de Representants es reuneix a la Casa de l'Estat de Massachusetts, Boston.

## Elegibilitat
Qualsevol persona que busca per aconseguir ser elegit a la Cambra de Representants de Massachusetts ha de complir els següents requisits:
- Tenir 18 anys com a mínim
- Ser un votant registrat dins Massachusetts
- Ser un habitant del districte per com a mínim un any previ a elecció
- Rebre com a mínim 150 signatures als papers de nomenament

## Representació
Al principi, els representants es repartits per ciutats. Per les primeres 150 persones, un representant els era concedit, i aquesta proporció augmentava com la població de la ciutat anava augmentant. L'afiliació més gran de la Cambra era 749 representants el 1812 (214 d'aquests eren del Districte de Maine); la Cambra més gran sense Maine era 635 l'any 1837. La distribució original va ser canviada al sistema de població regional actual en el segle xx. Fins al 1978, hi hi havia 240 representants a la Cambra, elegits en districtes electorals plurinominals; avui n'hi ha 160 elegits en districtes uninominals utilitzant el mètode d'escrutini uninominal majoritari.
Avui, cada Representant representa aproximadament a 40,000 residents. Els seus districtes són anomenats pels comtats on estan i tendeixen a quedar-se dins un comtat, tot i que hi ha districtes que poden traspassar les fronteres dels comptats. Els representants serveixen en legislatures de dos anys amb mandats no limitats.

## Composició
Els Demòcrates gaudeixen d'una majoria qualificada a la Cambra de Representants.
| Afiliació                           | Partit     | Partit           | Partit | Total |        |
| ----------------------------------- | ---------- | ---------------- | ------ | ----- | ------ |
| Afiliació                           |            |                  |        | Total |        |
| Afiliació                           | Demòcrates | Partit Republicà | ind    | Total | Vacant |
| 187a Legislatura (2011-2012)        | 128        | 32               | 0      | 160   |        |
| 188a Legislatura (2013-2014)        | 131        | 29               | 0      | 160   |        |
| 189a Legislatura (2015-2016)        | 127        | 35               | 0      | 160   |        |
| 190a Legislatura (2017-2018)        | 125        | 35               | 0      | 160   |        |
| 191a Legislatura (2019-2020)        | 127        | 32               | 1      | 160   |        |
| 192a Legislatura (2021-2022)        | 128        | 30               | 1      | 159   | 1      |
| Percentatge a les últimes eleccions | 80.5%      | 189,0%           | 6,0%   |       |        |

## Lideratge

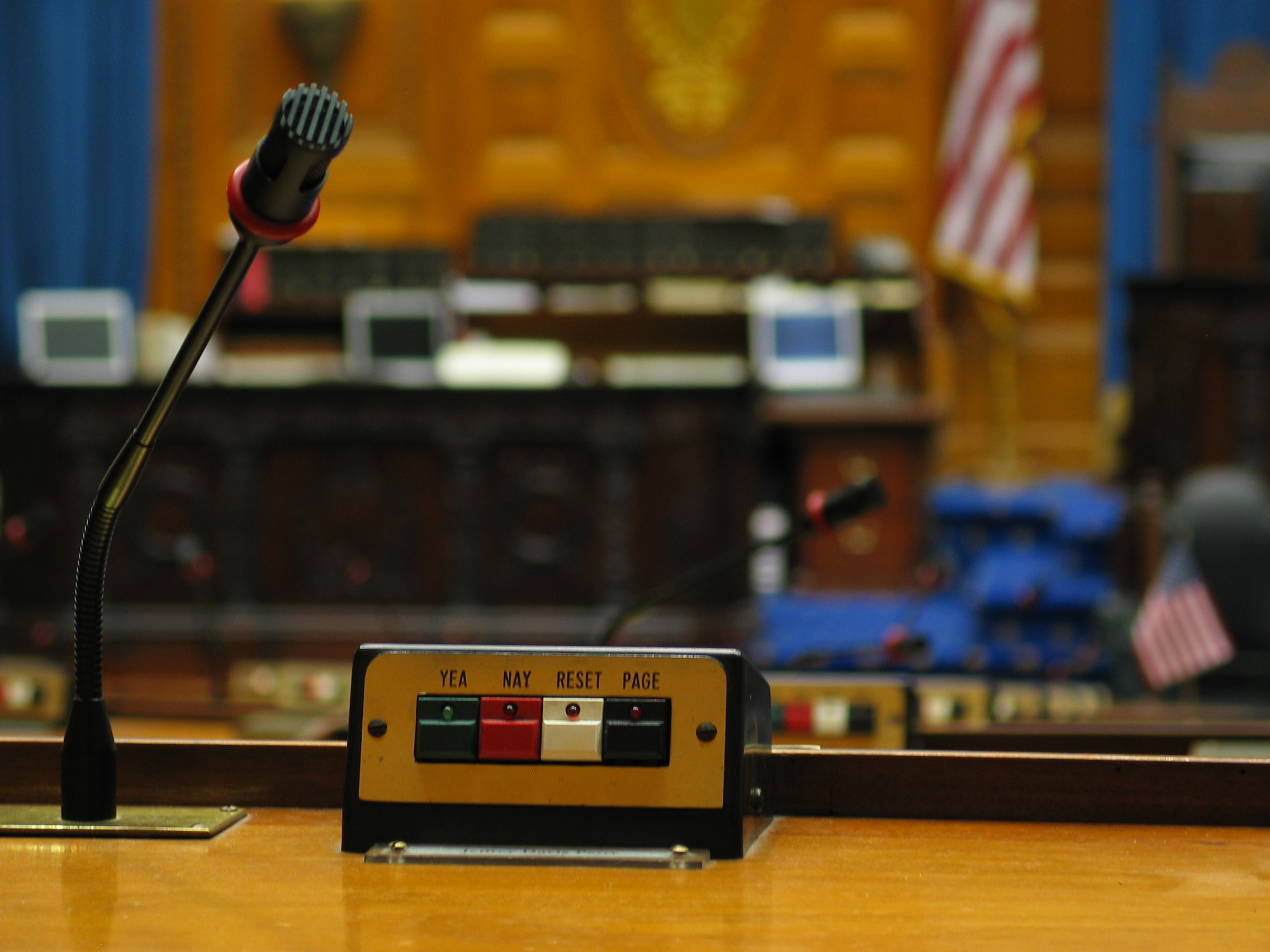
L'escriptori dels representants amb micròfon i votant botons (yea/nay)

L'Speaker de la Cambra de Representants presideix la cambra. L'Speaker és elegit pel partit de majoria i confirmat pel ple de la Cambra de Representans a través del passatge d'una Resolució de Casa. Així com presidir la cambra, l'Speaker és també el dirigent en cap, i controla el flux de legislació. Altres dirigents de Casa, com la majoria i dirigents de minoria, són elegits pels seus partits respectius segons la força del seu partit a la Cambra.
L'Speaker actual de la Cambra de Representants és Ronald Mariano del 3r Districte de Norfolk.

### Líders
| Posició                                  | Representant           | Municipi         | Partit    |
| ---------------------------------------- | ---------------------- | ---------------- | --------- |
| Speaker de la Cambra                     | Ronald Mariano         | Quincy           | Demòcrata |
| Líder de la majoria                      | Claire D. Cronin       | Easton           | Demòcrata |
| Speaker Pro tempore                      | Kate Hogan             | Stow             | Demòcrata |
| Assistent del líder de la majoria        | Michael J. Moran       | Brighton         | Demòcrata |
| Segon assistent del líder de la majoria  | Joseph F. Wagner       | Chicopee         | Demòcrata |
| Segon assistent del líder de la majoria  | Sarah K. Peake         | Provincetown     | Demòcrata |
| Primera Cadira de Divisió                | James J. O'Dia         | Worcester        | Demòcrata |
| Segona Cadira de Divisió                 | Ruth B. Balser         | Newton           | Demòcrata |
| Tercera Cadira de Divisió                | Frank Un. Moran        | Lawrence         | Demòcrata |
| Quarta Cadira de Divisió                 | Thomas Un. Daurat, Jr. | Lowell           | Demòcrata |
| Líder de la minoria                      | Bradley H. Jones, Jr.  | Lectura del nord | Republicà |
| Assistent del líder de la minoria        | Bradford Turó          | Ipswich          | Republicà |
| Segon Assistent del líder de la Minoria  | Kimberly N. Ferguson   | Holden           | Republicà |
| Tercer assistent del líder de la Minoria | Susan Williams Gifford | Wareham          | Republicà |
| Tercer assistent del líder de la Minoria | Paul K. Gebrada        | Auburn           | Republicà |

L'elecció més recent de membres va ser a les eleccions del 3 de novembre de 2020. Els representants són elegits per mandats de dos anys.

## Comitès

2020 composició per municipi

Els actuals comitès de la Cambra de Representants de Massachusetts són els següents:
| Comitè                                          | President                | Vicepresident         | Líder de la Minoria       |
| ----------------------------------------------- | ------------------------ | --------------------- | ------------------------- |
| Lleis en la Tercera Lectura                     | Denise C. Garlick        | Brian M. Ashe         |                           |
| Finances, Despeses de Capital i Actius Estatals | Danielle W. Gregoire     | Patricia Un. Haddad   | David T. Vieira           |
| Ètica                                           | Thomas Walsh             | David Allen Robertson | Susan Williams Gifford    |
| Estimulació Federal i supervisió del Cens       | Daniel J. Empaita        | John Barrett, III     | Nicholas Un. Boldyga      |
| Escalfament Global i Canvi Climàtic             | Sean Garballey           | Rady Mama             | Michael J. Soter          |
| Recursos Humans i Compromís dels Empleats       | Daniel Cahill            | Liz Miranda           | Donald R. Berthiaume, Jr. |
| Operacions, Instal·lacions i Seguretat          | Joseph W. McGonagle, Jr. | Jonathan D. Zlotnik   | Bradford Hill             |
| Auditoria de correu i Supervisió                | John J. Mahoney          | Gerard J. Cassidy     | Peter J. Durant           |
| Normes                                          | William C. Galvin        | Smitty Pignatelli     | Donald H. Wong            |
| Direcció, Política i Programació                | Kevin G. Honan           | Tricia Farley-Bouvier | Bradford Hill             |
| Maneres i mitjans                               | Aaron Michlewitz         | Ann-Margaret          | Todd M. Smola             |